# Stowarzyszenie Wyprawy Wrakowe
Stowarzyszenie Wyprawy Wrakowe (SWW) – organizacja założona 18 lipca 2012 r. w Łodzi przez Piotra Wytykowskiego i Romana Zajdera, skupiająca miłośników nurkowania technicznego, badaczy i pasjonatów historii oraz poszukiwaczy wraków. Działalność stowarzyszenia ma na celu odkrywanie i odtwarzanie faktów związanych z poszukiwanymi obiektami, pielęgnowanie pamięci o nich i upamiętnianie osób, które zginęły w wyniku ich zatonięcia. Od 2024 r. siedziba SWW znajduje się w Gurówku k. Gniezna. Członkowie SWW nazywają siebie „podwodnymi detektywami”.

## Prezesi Stowarzyszenia
- Roman Zajder[1] (2012–2019) – współzałożyciel SWW
- Mariusz Borowiak (2019-2024)[2] – polski pisarz, dziennikarz i marynista
- Piotr Wytykowski (od 2024)[3]

## Ważne ekspedycje zorganizowane przez SWW

### Polskie Ekspedycje Eksploracyjno-Naukowe do Sierra Leone w poszukiwaniu „Znikającego Holendra”

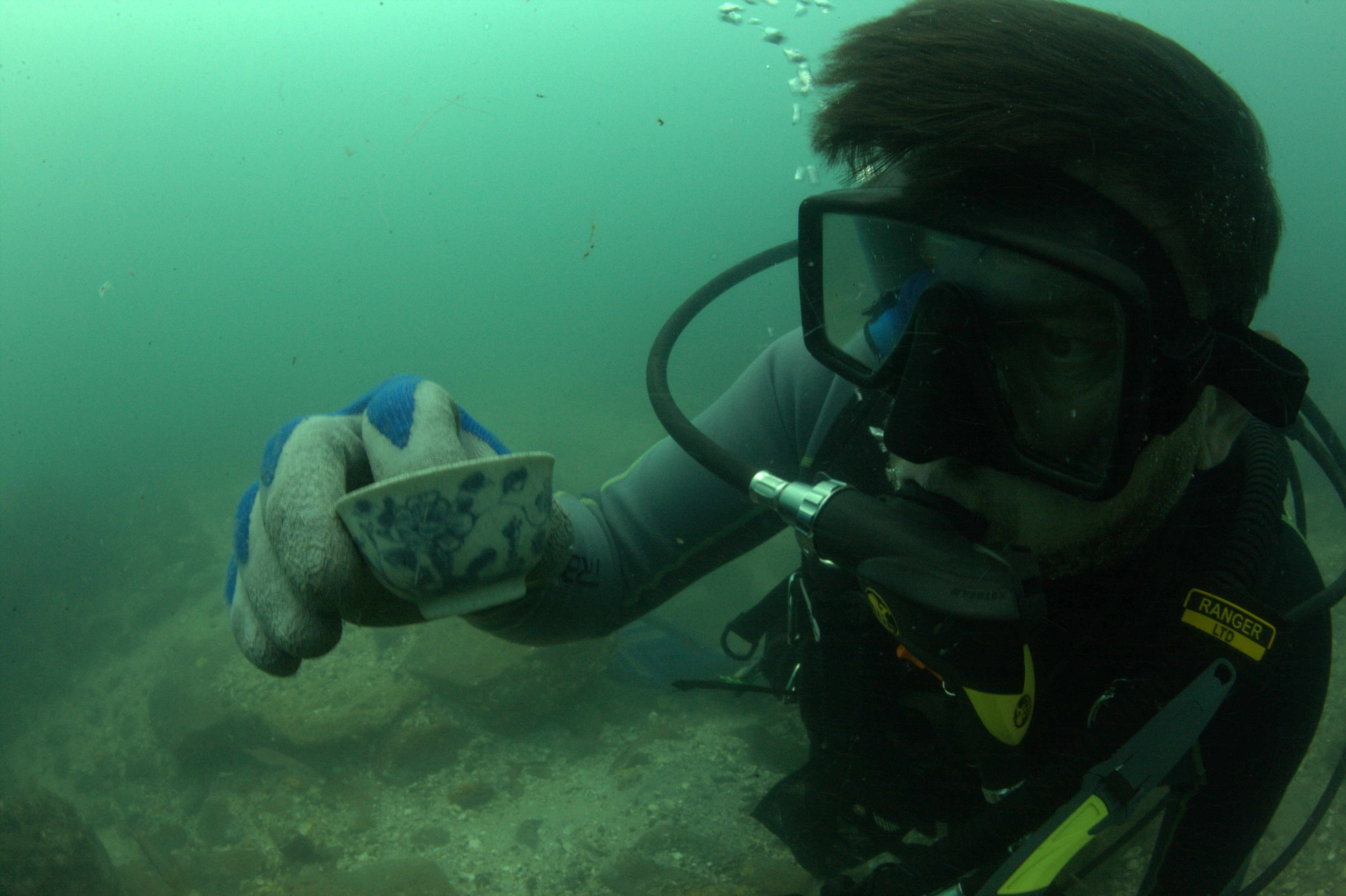
Piotr Wytykowski trzyma porcelanową filiżankę odnalezioną podczas eksploracji wraku Diemermeera

W latach 2012–2014 Stowarzyszenie Wyprawy Wrakowe zorganizowało dwie ekspedycje mające na celu zbadanie odnalezionych szczątków statku żaglowego, który w XVIII w. zatonął u wybrzeży Banana Islands w Sierra Leone (Afryka Zachodnia). Na podstawie informacji zebranych podczas wypraw oraz wieloletnich badań, w które włączyli się historycy i naukowcy z Polski, Holandii, Anglii i Stanów Zjednoczonych, udało się zidentyfikować żaglowiec. Ustalono, że był to „Diemermeer” – statek należący do Holenderskiej Kompanii Wschodnioindyjskiej (VOC), który płynął z Batavii (dzisiejsza Dżakarta) do Holandii z ładunkiem porcelany. Statkiem dowodził pochodzący z Kołobrzegu Christoffel Boort (znany jako Christiaan Boordt).

### Ekspedycje poszukiwawcze ORP „Kujawiak”
Dnia 22 września 2014 roku nurkowie z SWW odnaleźli wrak ORP „Kujawiak”. Był to polski niszczyciel eskortowy, który w czasie II wojny światowej (w nocy z 15 na 16 czerwca 1942 r.) podczas operacji „Harpoon” (eskortowania alianckiego konwoju z zaopatrzeniem) wpłynął na niemiecką minę i zatonął u wybrzeży Malty. Rok później, w czerwcu, Stowarzyszenie Wyprawy Wrakowe dokonało pierwszej eksploracji okrętu.

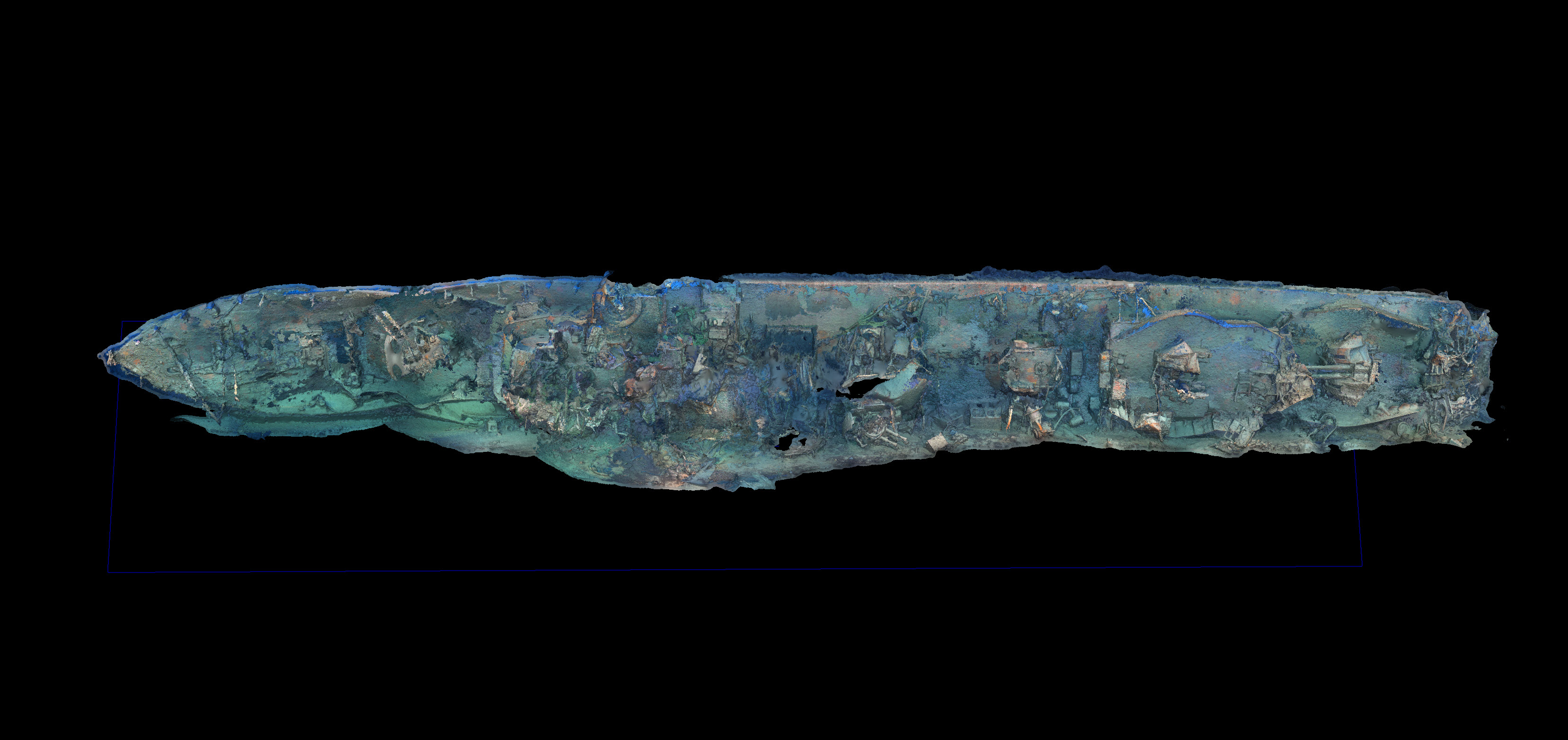
Wrak niszczyciela eskortowego ORP Kujawiak leżący na głębokości 100 metrów

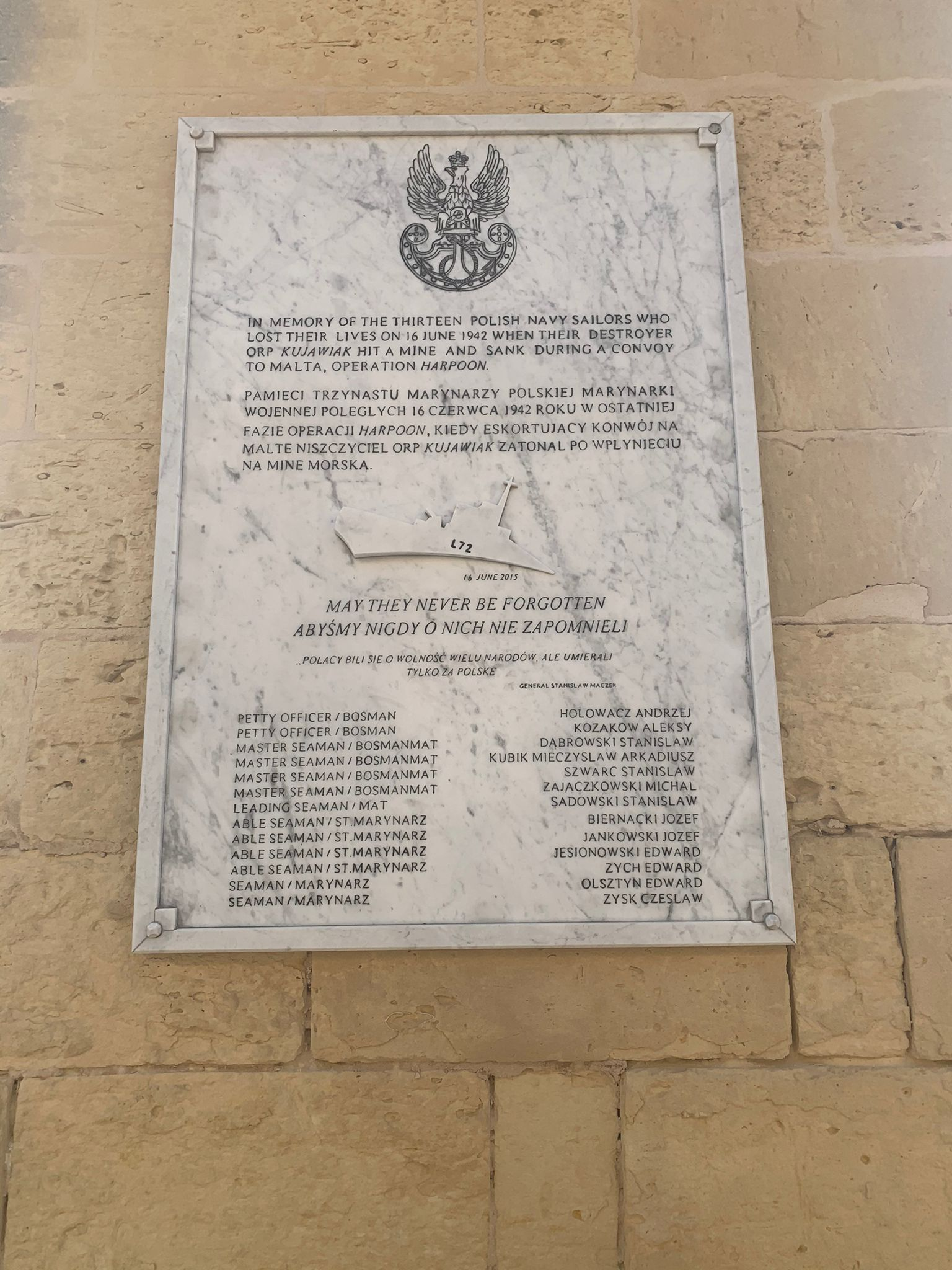
Tablica upamiętniająca 13 poległych na Kujawiaku marynarzy, ufundowana przez członków SWW

Dnia 16 czerwca 2015 r. w Górnych ogrodach Barrakka w Valletcie upamiętniono poległych na okręcie 13 marynarzy i odsłonięto ufundowaną przez członków SWW tablicę pamiątkową z nazwiskami polskich bohaterów.

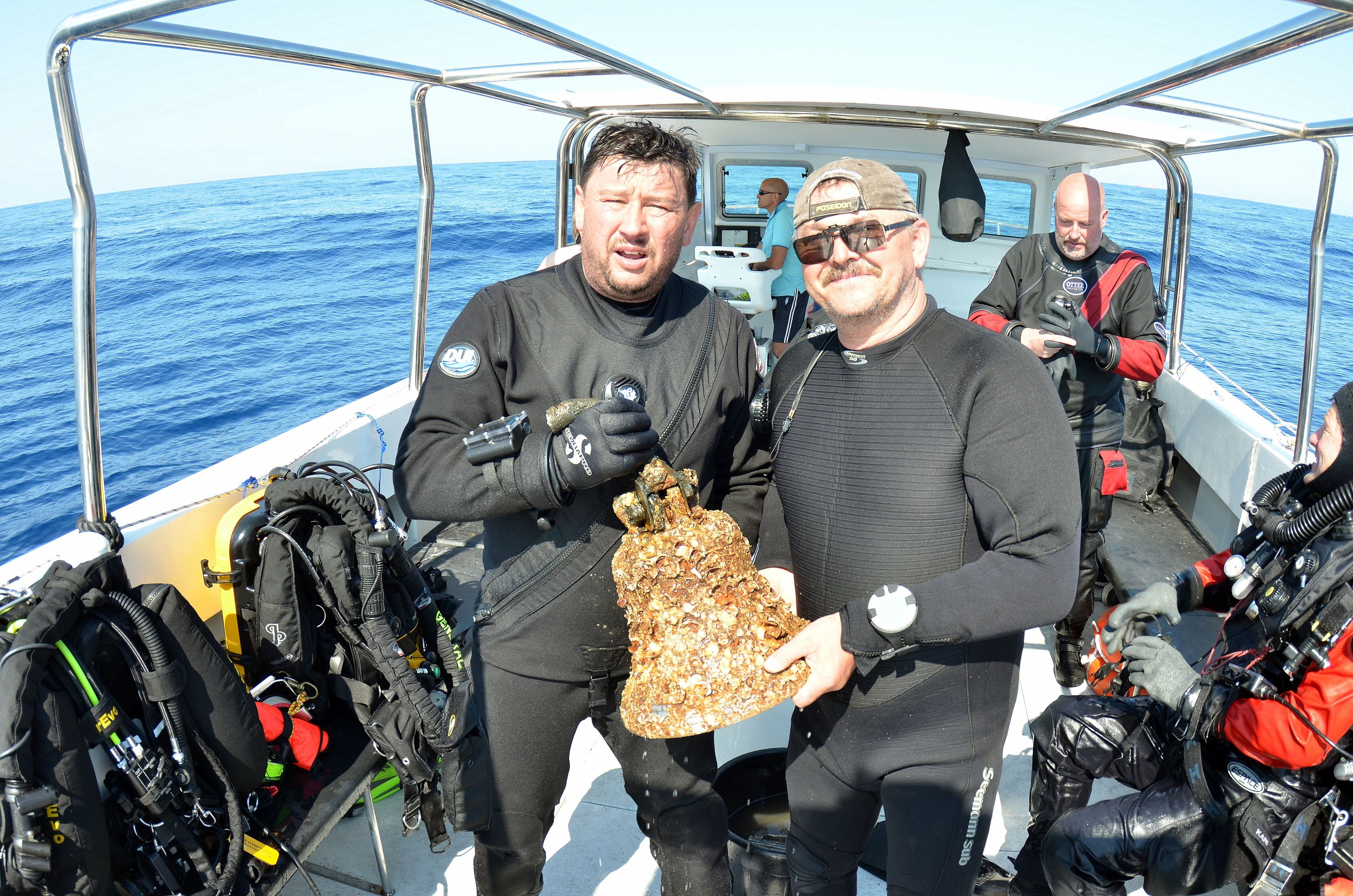
P. Wytykowski i R. Zajder chwilę po wydobyciu dzwonu z wraku ORP Kujawiak

W 2016 roku członkowie stowarzyszenia odnaleźli dzwon okrętowy, a rok później, w maju, wydobyli go na powierzchnię. Był to pierwszy w historii dzwon wydobyty z polskiego okrętu, który zatonął w czasie II wojny światowej. Dzwon przeszedł prace konserwatorskie w laboratoriach agencji Heritage Malta, a następnie trafił do Muzeum Morskiego Malty w Birgu.
Szczegóły odkrycia i eksploracji wraku ORP „Kujawiak” oraz jego historia opisane zostały w książce Mariusza Borowiaka –  Podwodni Tropiciele. Tajemnica wraku niszczyciela eskortowego ORP Kujawiak.
Staraniem członków SWW dnia 18 listopada 2017 r. prezydent RP Andrzej Duda uhonorował mata Kazimierza Stefankiewicza – jednego z ostatnich żyjących członków załogi ORP „Kujawiak” i świadka jego zatonięcia – Krzyżem Oficerskim Orderu Odrodzenia Polski.

### Ekspedycja „Zaginione bombowce z Brindisi”

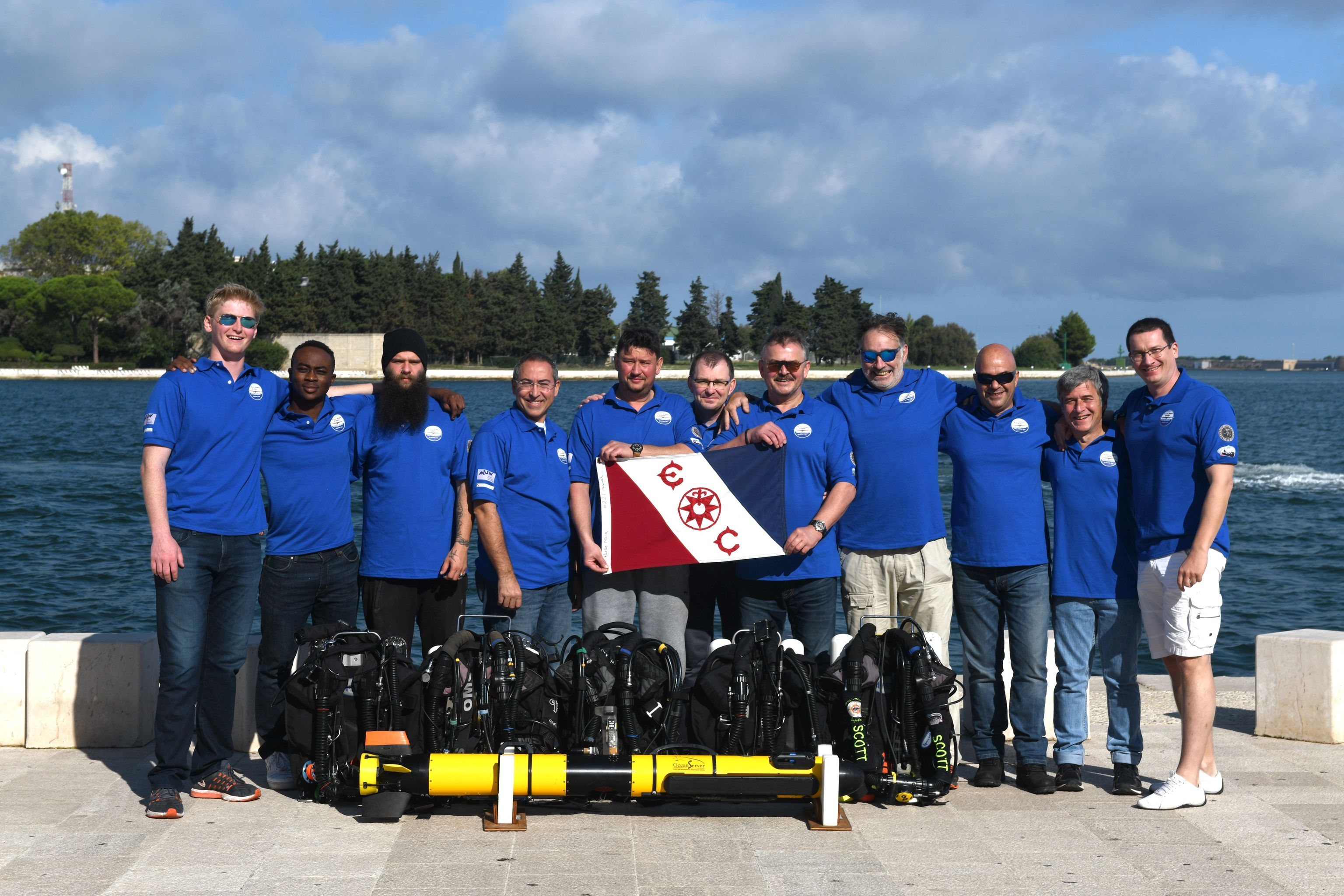
Członkowie ekspedycji w Brindisi, listopad 2018 r.

Stowarzyszenie Wyprawy Wrakowe było współorganizatorem ekspedycji „Zaginione bombowce z Brindisi”, która odbyła się w listopadzie 2018 r. Poszukiwano szczątków dwóch polskich bombowców – Halifax i Liberator – z 1586. Eskadry Specjalnego Przeznaczenia i 301. Dywizjonu Specjalnego oraz amerykańskiego bombowca B-24J z 885. Dywizjonu Bombowego. Samoloty te pod koniec II wojny światowej, podczas próby lądowania na lotnisku Campo Casale w Brindisi w niewyjaśnionych okolicznościach wpadły do Adriatyku i zatonęły. Wszystkie trzy samoloty były zaangażowane w pomoc powstańcom z Powstania Warszawskiego. Nie osiągnięto celu wyprawy.

### Narodowy Program Poszukiwania Wraku Polskiego Okrętu Podwodnego ORP „Orzeł”
W sierpniu, październiku i listopadzie 2022 r. członkowie SWW wzięli udział w poszukiwaniach wraku polskiego okrętu podwodnego ORP „Orzeł”, który w maju lub czerwcu 1940 r. zaginął w niewyjaśnionych okolicznościach podczas patrolu bojowego na Morzu Północnym. Ekspedycje odbyły się w ramach Narodowego Programu Poszukiwania Wraku Orła, który wystartował w 80. rocznicę wypłynięcia okrętu w jego ostatni rejs.

## Odznaczenia dla członków SWW
Dnia 22 kwietnia 2022 r. prezes Mariusz Borowiak oraz wiceprezes Piotr Wytykowski za działalność wzmacniającą pozycję Polski na arenie międzynarodowej zostali uhonorowani Odznaką Honorową „Bene Merito”, nadawaną przez Ministra Spraw Zagranicznych Rzeczypospolitej Polskiej.

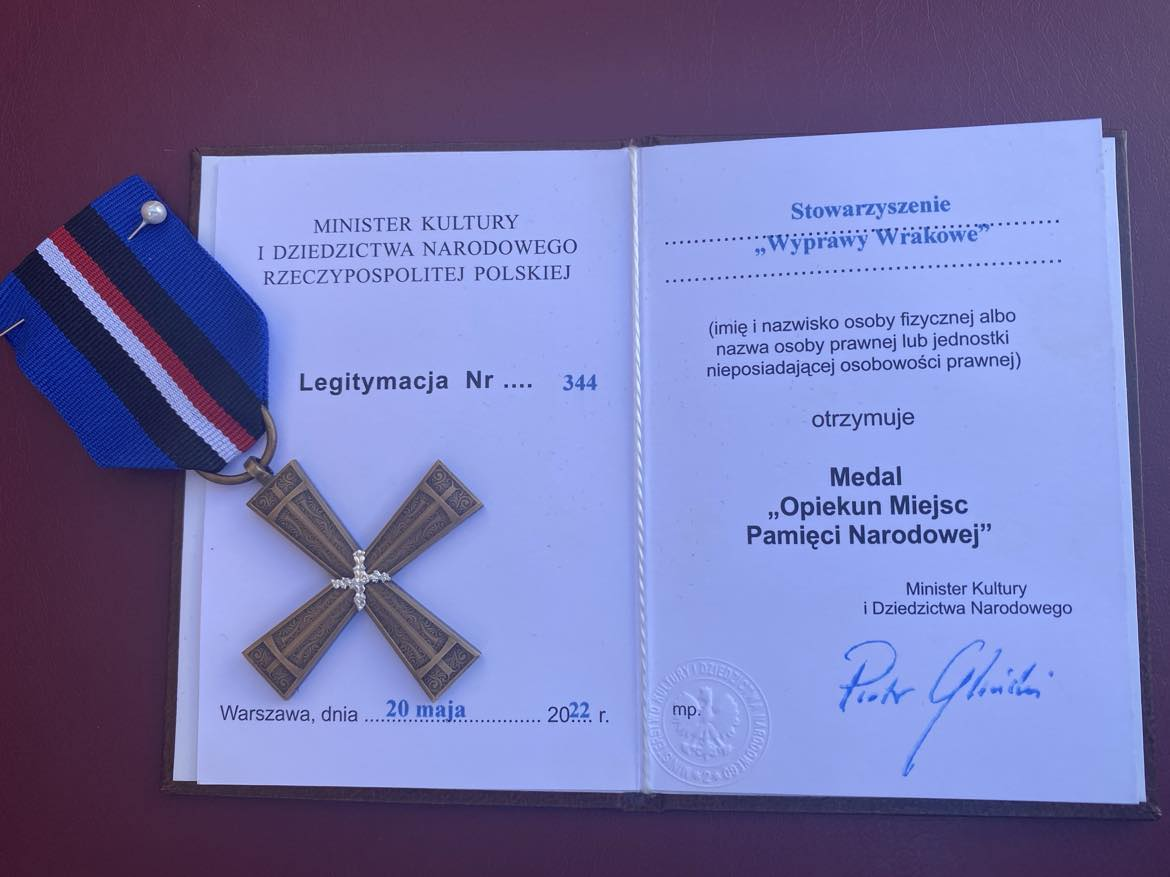
Medal "Opiekun Miejsc Pamięci Narodowej" nadany Stowarzyszeniu Wyprawy Wrakowe przez Ministra Kultury i Dziedzictwa Narodowego.

Dnia 20 maja 2022 r. Stowarzyszenie Wyprawy Wrakowe odznaczono Medalem „Opiekun Miejsc Pamięci Narodowej” przez Ministra Kultury i Dziedzictwa Narodowego Rzeczypospolitej Polskiej.

## Międzynarodowy Festiwal Nurkowania Wrakowego
Stowarzyszenie Wyprawy Wrakowe jest organizatorem Międzynarodowego Festiwalu Nurkowania Wrakowego. Jego pomysłodawcami byli Piotr Wytykowski i Roman Zajder. Impreza miała jak dotąd osiem edycji – sześć z nich odbyło się w Łodzi w latach 2010, 2011, 2012, 2013, 2015 i 2016; później wydarzenie nabrało rangi międzynarodowego i zostało przeniesione do Warszawy (2017 i 2019 r.). Celem festiwalu jest zrzeszanie nurków wrakowych i historyków z Polski i ze świata, którzy dzielą się swoją wiedzą oraz doświadczeniami z odbytych ekspedycji.